# Френсіс Сарджент Осгуд
Френсіс Сарджент Осгуд (англ. Frances Sargent Osgood; 18 червня 1811 — 12 травня 1850) — американська поетеса, одна з найвідоміших у світі літератури жінок свого часу. Відома своїм романтичним листуванням віршами з Едґаром Алланом По; також використовувала псевдонім «Фанні».

## Біографія

### Ранні роки
Френсіс Сарджент Локк народилася в Бостоні, штат Массачусетс; у родині багатого купця Джозефа Локка та його другої дружини Марії Інґерсоль Фостер. Марія Інґерсоль була рідною сестрою першої дружини Локка. Вона також була вдовою і мала двох дітей: Вільяма Вінсента Фостера й Анну Марію Веллс, яка теж стала поетесою.

## Твори
- A Wreath of Flowers from New England (1838)
- The Casket of Fate (1839)
- The Poetry of Flowers and the Flowers of Poetry (1841)
- The Snowdrop, a New Year Gift for Children (1842)
- Rose, Sketches in Verse (1842)
- Puss in Boots (1842)
- The Marquis of Carabas (1844)
- Cries in New York (1846)
- The Memorial, Written by Friends of the Late Mrs. Frances Sargent Locke Osgood (опубліковано посмертно в 1851)
- Laurel Leaves (опубліковано посмертно в 1854)